# ТА (паровоз)
ТА (тяжёлый, завода АЛКО) — опытный советский паровоз типа 1-5-2 с повышенной нагрузкой (23 тс) от движущих осей на рельсы. Был выпущен в количестве 5 штук в 1930—1931 гг. в США заводом ALCO по заказу НКПС.

## Предыстория
Впервые в мире «полноценный» серийный паровоз типа 1-5-2 был выпущен заводом Лайма (США) в 1925 году по заказу частной железной дороги «Техасская и Тихоокеанская» (Texas and Pacific Railway), поэтому этот тип паровоза получил название «Техас». Этот тип грузового паровоза явился конструктивным развитием типа 1-4-2 «Беркшир», благодаря созданию в 1925 году двухосной поддерживающей тележки типа «Двухосный Биссель», весьма удачной в конструктивном отношении. Двухосная поддерживающая тележка обеспечила возможность установить более мощный котёл (по сравнению с типом 1-5-1) с более развитой топочной частью. Увеличением объёма огневой камеры достигалось снижение интенсивности горения топлива, что в сочетании с размещением под топочной частью зольника наивыгоднейшей конструкции обеспечивало лучшие условия для подвода воздуха под колосниковую решётку и снижение удельного расхода топлива. Кроме того, двухосная поддерживающая тележка по сравнению с одноосной (как правило перегруженной) значительно снижала вредное воздействие на путь и тем самым обеспечивала возможность повышения конструкционной скорости паровоза.
XIV съезд ВКП(б) (18—31 декабря 1925 года) утвердил курс на индустриализацию страны. В связи с возрастанием объёмов железнодорожных перевозок эксплуатируемые типы наиболее мощных паровозов по своим техническим параметрам (малый диаметр движущих колёс) уже не рассматривались в качестве перспективных. Возникла потребность в более мощном и скоростном типе грузового паровоза.
Проведенный сравнительный анализ особенностей развития железнодорожного транспорта в наиболее экономически развитых государствах показал, что по ряду показателей: по условиям грузооборота, по профилю пути главнейших магистралей и по климатическим условиям перспективы развития железнодорожного транспорта СССР в наибольшей степени близки к показателям США и Канады.
а) По условиям грузооборота: в Северной Америке и в СССР осуществлялась переработка больших масс грузов на большие расстояния с возможно большими скоростями. Это основной признак, приближающий условия работы железных дорог Америки к железным дорогам СССР.
б) Профиль пути железных дорог США и Канады — преимущественно равнинный, частью холмистый, также близок к сети дорог СССР.
в) Климатические условия Северной Америки, влияющие на конструкцию некоторых деталей паровозов, близки к климату средней и южной полосы СССР.
В этой связи наиболее перспективными для сети дорог СССР в конструктивном отношении были определёны в то время наиболее мощные и быстроходные грузовые паровозы американских типов 1-5-1 и 1-5-2.
Важнейшей особенностью развития главнейших частных железных дорог Северной Америки (США и Канада) являлся, начавшийся с 1916 года, повсеместный перевод их главных магистралей на рельсы тяжёлого типа погонным весом 50—67 кгс/м, что обеспечивало снижение расходов на содержание пути и возможность использовать локомотивы со сверхвысокими осевыми нагрузками на рельсы — 23—33 тонны, относительно простых в конструктивном отношении, но значительно более мощных, чем европейские.
По состоянию на 1925 год для сети дорог СССР наиболее тяжёлыми являлись рельсы типов «IIа» (38,46 кгс/м) и «Iа»(43,613 кГс/м), допускающие (тогда предполагалось) осевую нагрузку до 23 тонн, однако их протяжённость составляла всего 11—12 % от общей протяжённости сети. На остальных участках сети дорог СССР для рельсов типа «III-а»(33,5 кгс/м), допустимая осевая нагрузка была установлена не более 18,5 тонны, а наибольший вес товарных поездов для паровозов серии Э был установлен 1750 тонн и ходовая скорость на лучших участках (по техническому состоянию) — не более 50 км/час. В то время как в Европе применялась нагрузка на рельсы 20—23 тонны, а в США и Канаде 27—33 тонны, веса товарных поездов достигали 7000—10000 тонн, а в отдельных случаях и 15000 тонн. [7] Стр. 697
В итоге, в 1925 году на уровне НКПС были сделаны следующие выводы:
1. Тенденция современного паровозостроения ориентирована на создания экономных машин большой мощности и большой скорости и с высоким КПД;
2. В США уже достигли предела развития паровоза по длине машин, габариту и осевым нагрузкам на ведущие оси (30—33 тонны);
3. В Европе применяя осевые нагрузки на рельсы 20…23 т, использовали свой габарит полностью, но имеют резерв по длине;
4. В СССР нагрузка на ведущую ось пока не превышает 18,5 т по состоянию путей, но в отношении линейных размеров паровоза возможно идти дальше США;
5. Высокие темпы развития работы советского железнодорожного транспорта в связи с осуществлением пятилетнего плана социалистического строительства требуют создания мощных паровозов;
6. Целесообразна постройка паровозов типа 1-5-2 с нагрузкой на ведущую ось в 23 т, а для отдельных участков — такого же типа с нагрузкой 27 тонн, для работы в товарных поездах весом 4000…5000 т и типа 2-4-1 или 2-4-2 с нагрузкой на ведущую ось до 22 т для курьерских поездов весом 600…800 т, с ходовыми скоростями 100…120 км/час. [7].
Возможность использования на главных грузовых направлениях сети дорог СССР новейших на тот период мощных грузовых паровозов американского типа 1-5-2, была впервые рассмотрена в 1926 году, когда принималось решение о выделении материальных и финансовых средств на первоочередную реконструкцию Луганского паровозостроительного завода, по образцу крупнейшего в мире завода фирмы АЛКО (США). Для проектирования комплекса новых производственных цехов, на дополнительных площадях Луганского завода, в СССР были приглашены американские специалисты. Технические условия на проектирование производственных мощностей этого завода, предполагали крупносерийное производство паровозов типа 1-5-2 с осевой нагрузкой от 23 до 27 тонн.
В 1926 году  предполагалось выделить необходимые средства в первую очередь на осуществление реконструкцию Луганского паровозостроительного завода с целью развития его производственных мощностей до уровня крупнейших американских паровозостроительных заводов. Кроме того, в перспективе планировалось возведение новых паровозостроительных заводов-гигантов в Новочеркасске, Орске и Кузнецке. [6]
В то время предполагалось, что на создание и освоения крупносерийного производства нового мощного товарного паровоза потребуется 2—3 года. Однако уже в 1927 году этот прогноз подвергся критике по следующим причинам:
1. Недостаточные производственные мощности всех действующих советских паровозостроительных заводов. Располагаемые мощности заводского металлургического производства не позволяли производить крупногабаритное литьё, в частности полотнища главных рам брускового типа, полублочные и тем более моноблочные цилиндры паровой машины. В то время как в американских конструкциях осуществлялась даже совместная отливка главной рамы и цилиндрового блока. В 1920-х годах, кроме США, паровозы с брусковыми рамами строились так же на германских паровозостроительных заводах.
2. Неопределённость в сроках завершения реконструкции Луганского завода.
3. Неопределённость в методах и сроках перевода грузового подвижного состава на автотормоза и автосцепку.
4. Неопределённость в методах и сроках осуществления технической реконструкции верхнего строения пути на главных грузовых направлениях, поскольку отечественная металлургическая промышленность в ближайшей перспективе могла обеспечить массовый прокат рельсов не тяжелее чем «III-а» погонным весом 33,48 кгс/м, допускающих наибольшую осевую нагрузку 18,5 тонны.
Таким образом реальные производственные возможности советской металлургической промышленности, машиностроительных заводов и технические возможности железнодорожного транспорта вступили в противоречие со смелыми прогнозами специалистов НКПС.
В связи с отсутствием в СССР необходимой базы для производства паровозов «американского типа», на уровне НКПС было предложено закупить в США подвижной состав (паровозы и вагоны).
В 1929 году на 16-й конференции ВКП(б) размеры капиталовложений в транспортное хозяйство были определены в 10 млрд. руб. при вложении в промышленность 16,4 млрд. руб. При этом было признано, что темпы развития железнодорожного транспорта на фоне возрастающей его технической оснащённости — недостаточны. Сложившаяся ситуация спровоцировала волну критики в адрес руководящих работников НКПС, обвиняемых в попытке навязать государству стратегию «Сверхмагистрализации», омертвляющей огромные капиталовложения в рельсовый путь, мосты, подвижной состав со сверхвысокими нагрузками на оси.
В 1928—1929 годах органы ОГПУ «вскрыли» и разгромили «контрреволюционную вредительскую организацию» в НКПС и на дорогах Союза, которая якобы одной из своих главных задач ставила срыв реконструкции железнодорожного транспорта.
В сложившихся в НКПС СССР «непростых» условиях была продолжена работа по выработке оптимальных технических условий для проектирования перспективных мощных грузовых паровозов типов 1-5-0, 1-5-1 и 1-5-2.
Вплоть до 1930 года в НКПС СССР проектирование новых типов паровозов ограничивалось уровнем эскизного проекта, ввиду отсутствия соответствующей производственной базы, поскольку сроки завершения реконструкции Луганского завода затянулись. Тем не менее, были выработаны технические условия на рабочее проектирование паровозов типов 1-5-1 и 1-5-2, определившие для них минимально допустимую осевую нагрузку в 23 тонны, при диаметре цилиндров 700 мм, ходе поршня 760 мм и диаметре движущих колёс в 1500 мм. При меньшей осевой нагрузке паровоз типа 1-5-2 строить было нецелесообразно, поскольку он не имел бы никаких преимуществ по сравнению с типом 1-5-1. Предполагалось, что при осевой нагрузке в 23 т возможно будет эксплуатировать такие паровозы по рельсам типа «II-а», увеличив лишь количество шпал на 1 км пути и заменив песчаный балласт гравием или щебнем.
Весной 1930 года комиссия ВСНК и НКПС под руководством Сулимова на завершающем этапе длительной загранкомандировки по изучению новейших зарубежных достижений в области железнодорожного дела находилась в США, где фирмам Балдвин и АЛКО были заказаны «сверхтяжёлые» паровозы типов 1-5-1 и 1-5-2 с осевой нагрузкой 23 тонны, при условии выполнения советских технических требований (нагрузка на рельсы, диаметр цилиндров, ход поршня, диаметр движущих колёс) и оснащения этих паровозов всеми новейшими системами: механический углеподатчик, термосифоны, система водоподогрева, бустер, с целью их испытания в условиях сети дорог СССР. Американские фирмы Балдвин и Алко, располагая сведениями о затянувшейся реконструкции Луганского завода, рассчитывая на крупные и выгодные заказы, охотно продали советским представителям новейшую на то время техническую информацию и конструкторскую документацию по своим паровозам.
Однако, в период пребывания комиссии Сулимова в США, на уровне Верховного Совета СССР зрело решение о временном, вынужденном отказе от концепции «сверхмагистрализации» принятой в 1925 году, и переходе к умеренной концепции развития железнодорожного транспорта  в «Переходный период 1930÷1935 гг.». Это решение формировалось с учётом фактической загрузки металлургической промышленности СССР военными заказами и вследствие этого невозможности в ближайшее время обеспечить в необходимых объёмах прокат рельсов более тяжёлого типа, чем рельсы тип «III-a». С учётом возникших обстоятельств проектирование локомотивов с осевой нагрузкой более 20 тонн на ближайшее пятилетие было признано нецелесообразным. Но требовалось обеспечить заказами Луганский завод, производственные мощности которого были запроектированы на крупносерийное производство паровозов «американских типов».
В этих условиях срочно сформированное Техническое Бюро при Отделе Главного политического управления (ТБОГПУ) разработало технические требования для проектирования паровозов, тепловозов и электровозов с осевой нагрузкой не более 20 тонн. Ко времени возвращению советской комиссии ВСНК и НКПС из США в СССР уже был разработан эскизный проект мощного быстроходного товарного паровоза «переходного» типа 1-5-1 с осевой нагрузкой на рельсы 20 тонн. Этот эскизный проект в соответствии с принятой новой концепцией именовался проектом «переходного типа».
В июне 1931 года решением Пленума ЦК ВКП(б) была определена Программа дальнейшего технического развития транспорта СССР в «Переходный период 1930—1935 гг.», которая предусматривала крупносерийное производство мощных локомотивов, вагонов грузоподъёмностью 50-60 тонн, широкое внедрение автосцепки, автотормозов, автоблокировки, реконструкцию верхнего строения пути, депо, станций и прочих инженерных сооружений.
28 июня 1931 года Постановлением СНК СССР были указаны тип (осевая формула 1-5-1) ближайшего перспективного паровоза с осевой нагрузкой 20 т (будущий ФД) и сроки пуска реконструированного Луганского завода. Этим же постановлением, с учётом остроты вопроса о новом паровозе, поручалось ВСНХ и НКР КИ произвести проверку производственных возможностей существующих заводов в целях их привлечения к постройке новых паровозов в кооперации с Луганским заводом в период до завершения его полной реконструкции.

## История

### Предпосылки к появлению паровозов
К 1930-м годам в связи с ростом промышленного оборота Советского Союза на железных дорогах возникла острая необходимость повысить провозную способность путём повышения скоростей и особенно весов поездов. Однако паровозы серий Э, которые в то время составляли основу грузового локомотивного парка страны, со сцепной массой в 80 т уже не могли этого обеспечить. Требовались более сильные и мощные паровозы.
Разными группами специалистов предлагались разные пути решения данной задачи. Так к примеру одни предлагали для увеличения сцепного веса увеличить число движущих колёсных пар до 7—8, при сохранении осевой нагрузки в пределах 20 тс, что позволяло не проводить усиление железнодорожного пути. Однако в этом случае сильно возрастала длина локомотива, что требовало удлинения зданий депо и поворотных кругов, а также затрудняло вписывание локомотива в кривые. Позднее работы в этом на правлении вылились в создание сочленённого паровоза системы Гарратт серии Я с 8-ю движущими осями и паровоза АА, который был единственным в мире паровозом с 7-ю движущими осями в одной жёсткой раме.
В то же время были специалисты, которые предлагали другой путь решения. Они предлагали при сохранении пяти движущих колёсных пар увеличить сцепной вес за счёт увеличения осевой нагрузки с 20 до 23 тс, а впоследствии до 27. Предполагалось что данные паровозы можно будет эксплуатировать на рельсах IIа (вес 1 погонного метра 38,4 кг), лишь заменив песчаный балласт гравием или щебнем, а также увеличив число шпал на 1 км пути. При этом специалисты указывали на опыт американских железных дорог, где эксплуатировались паровозы, у которых нагрузка от движущих осей на рельсы достигала 32 тс.

### Проектирование и изготовление паровозов
Уже в начале попытки реализации проекта конструкторы столкнулись со сложной задачей — ни один из советских паровозостроительных заводов не имел опыта проектирования и постройки паровозов с осевыми нагрузками свыше 18 тс. Предварительные расчёты показывали, что создать листовую раму (применялась на всех предыдущих паровозах советской постройки), которая способна будет выдержать такие нагрузки, является практически невыполнимой задачей. Требовался переход на рамы брусковой конструкции, которые получили широкое распространение на американских паровозах, но в Советском Союзе опыт их постройки отсутствовал. Тогда было принято решение заказать партию опытных локомотивов у американских фирм, а после их испытаний начать постройку аналогов в СССР (схожая ситуация позже повториться с электровозами С и СС, а также с тепловозами ДА и ТЭ1). В 1930 году НКПС заказал американским фирмам ALCO и Baldwin (см. паровоз ТБ) по 5 паровозов с нагрузкой от движущих осей на рельсы по 23 тс. В октябре 1931 года заказанные паровозы, которым присвоили обозначение серии ТА и номера № 10000—10004 прибыли в Ленинград на Пролетарский паровозоремонтный завод.

## Конструкция паровозов
Паровоз имел раму брускового типа с толщиной полотен 140 мм и выполненную из ванадиевой стали. Движущие колёса имели диаметр 1520 мм, а их центры были выполнены спицевыми. На тендерах были установлены бустеры. Также на тендерах были установлены механические углеподатчики системы «Стандарт Би-Кэй».
Топка паровозов была радиального типа, в ней были установлены термосифоны и циркуляционные трубы. Котёл был оборудован мелкотрубным двухоборотным пароперегревателем Элеско-Е. Перед дымовой коробкой располагался поверхностный водоподогреватель.
Конструкционная скорость паровозов составляла 85 км/ч.

## Судьба паровозов
В 1931 году паровозы поступили на Сталинскую железную дорогу. В ходе испытаний паровозы развивали силу тяги 24 000 — 25 000 кгс (а с включённым бустером — до 30 000 кгс). Однако вскоре выяснилось, что из-за высоких осевых нагрузок (на 12 % выше допустимого) данные паровозы быстро расстраивали магистральные пути, на которых были уложены тяжёлые (по советским меркам) рельсы типа IIа. В результате паровозы, проработав некоторое время, были отстранены от поездной службы. На начало 1956 года они ещё числились в локомотивном парке.